# Gekata
Gekata («Геката») — перспективний комплекс радіотехнічної розвідки від українського підприємства «НВЦ „Інфозахист“», що створюється на базі БпЛА PD-2 від Ukrspecsystems.
Завданням комплексу є пошук, виявлення, класифікація та ідентифікація сигналів радарів, засобів радіоелектронної боротьби, протиповітряної оборони та авіації. Він визначає режими роботи і зони дії об'єктів розвідки, побудованих на принципах активної радіолокації, а також їхні характеристики.
До складу комплексу входять 8 БпЛА PD-2 (4 основних і 4 запасних безпілотники) і наземний пост управління і збору інформації.

## Історія створення

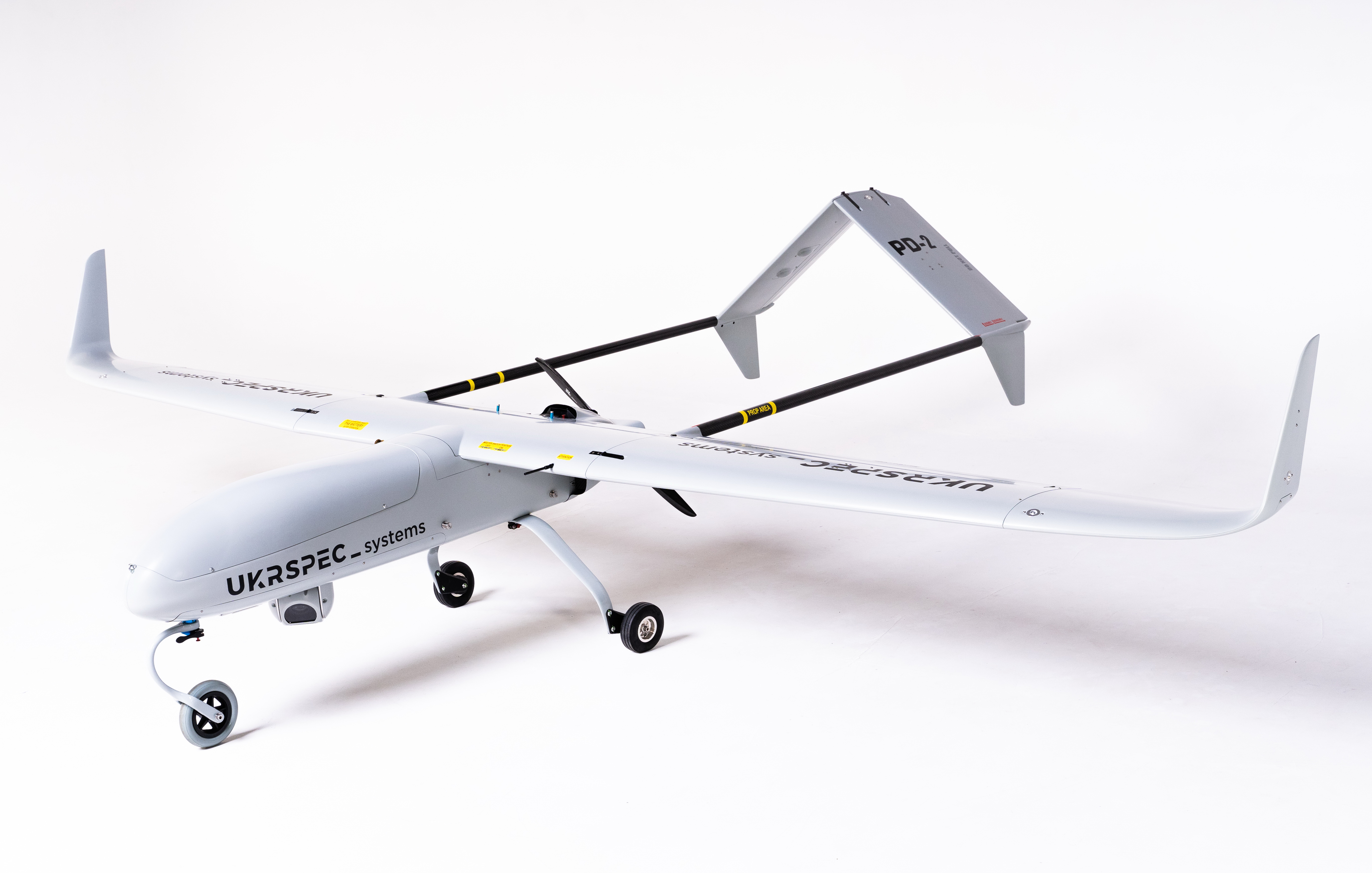
БпЛА PD-2, на основі якого створюється комплекс

У лютому 2021 року українська компанія «НВЦ „Інфозахист“» представляла свої розробки у галузі радіотехнічної розвідки на міжнародній виставці «IDEX-2021», що проходила в Об'єднаних Арабських Еміратах. Під час виставки компанія отримала інвестиції у розмірі 2 млн євро на розробку нового засобу радіотехнічної розвідки на основі БпЛА.
Комплекс «Gekata» був представлений на виставці «Зброя та безпека-2021» у червні 2021 року. На думку розробників, такий формат системи радіотехнічної розвідки — «рій» безпілотників, оснащених радіотехнічним обладнанням — має свої переваги відносно наземних комплексів РТР або ж класичних літаків дальнього радіолокаційного стеження.
У грудні 2021 року почалися льотні випробування комплексу. Під час польоту тестувалася робота системи РТР та вимірювався її вплив на льотні характеристики PD-2.
У лютому 2022 року відбулися другі льотні випробування. Їх метою було встановлення критичних умов експлуатації комплексу: допустимого прискорення під час зльоту та посадки БпЛА, вібрації під час польоту, впливу висоти та інших показників.
На початку 2023 року «Інфозахист» придбав у Ukrspecsystems БпЛА PD-2 для розміщення радіотехнічного обладнання. За прогнозами розробників, у 2023 році вони зможуть завершити випробування і отримати діючий екземпляр комплексу. В 2023 році розробники проводили внутрішню дослідну експлуатацію прототипу.

## Технічні характеристики
| Характеристика                                             | Значення          | Примітка                 |
| ---------------------------------------------------------- | ----------------- | ------------------------ |
| Діапазон робочих частот                                    | 2-18 ГГц          | (в базовій комплектації) |
| Тип приймача                                               | супергетеродинний |                          |
| Смуга миттєвого огляду в режимі реального часу             | 800 МГц           |                          |
| Кількість незалежних між собою на апаратному рівні каналів | 2                 |                          |
| Смуга миттєвого огляду одного каналу                       | 400 МГц           |                          |
| Односигнальний динамічний діапазон                         | понад 72 дБ       |                          |
| Смуга миттєвого огляду по азимутальному куту               | 360°              |                          |
| Кількість цілей, що відслідковуються                       | < 200 рухомих     |                          |
| Метод визначення координат                                 | TDOA+AOA          |                          |